# Jean Fonteyne
Jean Marie Oscar Fonteyne (Ledeberg, 3 mei 1899 - Brussel, 22 juni 1974) was een Belgisch senator.

## Levensloop

### Jeugd
Hij was een zoon van de Franstalige Arthur Fonteyne, douanecontroleur en daarna directeur van het ministerie van Buitenlandse Zaken, en de Nederlandstalige onderwijzeres Alice Geeraert. Zijn ouders hadden liberale en antiklerikale overtuigingen. Zijn jeugd werd getekend door vele verhuizingen; hij groeide op in Ledeberg, een buitenwijk van Gent, en woonde daarna achtereenvolgens in Menen, Oostende en Antwerpen, vanwege het wijdverspreide werk van zijn vader.  In 1914 vestigde het gezin zich definitief in Brussel, waarna Fonteyne het Atheneum van Elsene frequenteerde, de uitvalsbasis voor kinderen van de Brusselse bourgeoisie. Hij raakte er bevriend met René Boël, de zoon van de voorname staalindustrieel en liberaal parlementslid Pol-Clovis Boël en de progressief-liberale feministe Marthe de Kerchove de Denterghem, door wie Fonteyne als haar eigen zoon werd behandeld en die bijdroeg aan zijn intellectuele ontwikkeling. Aan het Atheneum van Elsene was Fonteyne de primus van zijn klas als het om literaire en wetenschappelijke vakken ging en mocht hij zelfs een klas overslaan.

### Eerste Wereldoorlog
Op 29 juli 1914 woonde de vijftienjarige Fonteyne een historische meeting bij in het Koninklijk Circus van Brussel, die duizenden liberale en socialistische militanten aantrok. Het bureau van de Socialistische Internationale deed er een laatste poging om de uitbraak van de Eerste Wereldoorlog te voorkomen, maar de vergadering draaide uit op een mislukking. Niettemin was Fonteyne erg onder de indruk geraakt van het pacifistische discours van de Franse socialistische voorman Jean Jaurès, die amper twee dagen later zou worden vermoord. 
Vanaf het begin van de Eerste Wereldoorlog kwam Fonteyne op tegen de Duitse bezetter en verspreidde hij het verzetsblad Libre Belgique clandestine. Hierdoor werd hij in oktober 1916 gearresteerd en belandde hij zes maanden in de gevangenis van Sint-Gillis. Na zijn vrijlating uit de gevangenis beëindigde hij zijn middelbare studies en nam hij verschillende baantjes aan om in zijn levensonderhoud te voorzien. Als overtuigde patriot probeerde hij vanaf zijn achttiende in het Belgische leger te geraken. Na verschillende mislukte pogingen slaagde Fonteyne er in de lente van 1918 in om de grens met het neutrale Nederland over te steken en werd hij herenigd met zijn vader, die zich tijdens de oorlog in Den Haag had gevestigd. Na een tijdelijk verblijf in Groot-Brittannië voegde Fonteyne zich begin juli bij het Belgische militaire kamp Auvours in het Franse Champagné. Hij kwam er voor het eerst in contact met de arbeidersbeweging. In Auvours weigerde hij een opleiding tot officier te volgen, waardoor hij in de achterhoede zou kunnen blijven, maar besloot hij tot verbazing van zijn familie het lot van de gewone soldaten te delen en mee te vechten in de loopgraven. Hij ontdekte een harde realiteit en werd geconfronteerd met de sterke ongelijkheid tussen de rangen en de soldaten. Door de zeer ongezonde omstandigheden in de loopgraven liep Fonteyne de Spaanse griep op, waarvan hij herstelde. In de laatste maanden van de oorlog nam hij deel aan de gevechten om België te bevrijden. 

### Evolutie richting het communisme
Na het einde van de Eerste Wereldoorlog ging Fonteyne in 1919 rechten studeren aan de ULB. Hij behaalde er binnen anderhalf jaar zijn diploma van doctor in de rechten, met grote onderscheiding en in twee talen, Frans en Nederlands. Aan de ULB was hij de oprichter en voorzitter van de Mouvement pour la culture morale (MCM), een debatkring waar studenten filosofeerden over de oprichting van een nieuwe maatschappij gestoeld op pacifistische principes. Aan MCM waren verschillende communistische en socialistische militanten verbonden, waaronder de latere ministers Paul-Henri Spaak en Piet Vermeylen en de latere Senaatsvoorzitter Henri Rolin. In 1921 toonde Fonteyne zich solidair met een staking van de tramarbeiders, die weigerden om loonsverlagingen te aanvaarden, in een zeer gespannen sociale context, gekenmerkt door het vertrek van de socialisten uit de regering en ULB-studenten die stakende arbeiders vervingen om stakingen te breken. In die tijd was Fonteyne een humanist, gevoelig voor sociale ellende, maar tegelijk ver verwijderd van socialistische structuren of de pas opgerichte communistische partij. Bij de MCM leerde Fonteyne zijn latere echtgenote Andrée De Lannay kennen, met wie hij in 1922 trouwde en vier kinderen kreeg.
Op voorspraak van Marthe de Kerchove de Denterghem, met wie hij sterk verbonden bleef, ging Fonteyne stage lopen op het kantoor van de liberale advocaat Paul-Emile Janson. Hij volbracht zijn stage bij Pierre Graux, een andere tenor aan de Balie van Brussel, en richtte in 1927 het juridisch tijdschrift Revue générale des assurances et des responsabilités op. In die periode werd Fonteyne tevens actief in de vrijmetselarij, bij Droit Humain, een loge met een progressieve inslag en internationalistische vertakkingen. Hij woonde er lezingen bij over het marxisme, de Oktoberrevolutie, de gelijkheid tussen man en vrouw en het toegankelijk maken van vrije en vrijwillige abortus voor vrouwen. Hij raakte bevriend met persoonlijkheden met verschillende achtergronden die een rol zouden spelen in de evolutie van zijn ideologische gedachtegoed. Na de Beurskrach van 1929 en de economische crisis en desastreuze sociale gevolgen die volgden verloor Fonteyne zijn geloof in het kapitalisme en begon hij steeds meer te interesseren in het economisch model van de communistische Sovjet-Unie, die in volle ontwikkeling was. Hij trad samen met andere jonge advocaten toe tot de Internationale Rode Hulp, een aan het Komintern gelieerde organisatie. Dit gebeurde op uitnodiging van Piet Vermeylen, de toenmalige voorzitter van de Belgische tak van de Internationale Rode Hulp die zich wijdde aan de verdediging van onderdrukte communisten. Fonteyne zelf verdedigde namens de organisatie communistische vluchtelingen en militanten die opgejaagd werden door de politie. 

### Activiteiten als cineast
In het begin van de jaren 1930 passioneerde Jean Fonteyne zich voor de cinematografie en werd hij actief als amateurfotograaf en -cineast. In juli 1933 draaide hij samen met fotograaf Albert Van Ommeslaghe (1890–1976) Journée Tayenne - 9 juillet 1933, een film over de herdenking van Louis Tayenne, een mijnwerker die een jaar eerder bij de grote mijnstaking in de Borinage werd doodgeschoten door de Rijkswacht, die beschouwd kan worden als een van de eerste sociale documentaires van België. Tussen 1933 en 1936 monteerde hij Autour du Borinage op basis van de film Misère au Borinage van Joris Ivens en Henri Storck.

### Communistisch engagement
In 1934 trad Jean Fonteyne officieel toe tot de communistische partij PCB. Op dat moment kwam het communisme in de verdrukking, door de opkomst van het fascisme, dat steeds meer aan invloed won. Daarom veranderde het Komintern in 1935 van strategie en besliste ze het vormen van linkse volksfronten te stimuleren, om zo de strijd aan te gaan met het fascisme. Fonteyne onderschreef deze evolutie met enthousiasme en trad als secretaris toe tot het antifascistische Comité de vigilance des intellectuels antifascistes, dat een miljoen leden telde en sterk inzette op solidariteit met verdrukte linkse Republikeinen in Spanje. In die hoedanigheid ontmoette hij verschillende figuren die de republikeinse zaak genegen waren.
In 1935 werd hij gerekruteerd als juridisch raadgever op de ambassade van de Sovjet-Unie in België. Als vertrouwenspersoon van het Komintern werden hem er verschillende delicate opdrachten toevertrouwd. Zo diende hij juridische steun te verlenen aan de verantwoordelijken van France-Navigation, die achternagezeten werden door de politie. France-Navigation was een compagnie van de Franse marine die veel communistische sympathisanten telde en tijdens de Spaanse Burgeroorlog clandestien Sovjettroepen naar Spanje voerde om de Spaanse Republikeinen te ondersteunen in hun strijd tegen de rechtse nationalisten en de falangisten. Fonteyne overzag vanuit Brussel de acties van France-Navigation en bood hen onderdak ter bescherming van de Franse politie en later ook van de nazi's.
In nasleep van het Molotov-Ribbentroppact tussen Nazi-Duitsland en de Sovjet-Unie werd de invloedrijke communistische partij PCF verboden door de Franse autoriteiten en werden communisten actief vervolgd. Fonteyne ving secretaris-generaal Maurice Thorez op in zijn woning in Brussel, alvorens die naar de Sovjet-Unie vluchtte, en voerde discreet opdrachten uit voor andere communistische leiders die naar België waren gevlucht, zoals Arthur Ramette en Emile Dutilleul. Daarenboven trad hij op als advocaat voor de 44 gearresteerde communistische parlementsleden die in het voorjaar van 1940 werden berecht en tot strenge gevangenisstraffen werden veroordeeld.

### Activiteiten tijdens de Tweede Wereldoorlog
Van het begin van de Tweede Wereldoorlog tot juni 1941 zou Fonteyne regelmatig tussen Parijs en Brussel pendelen, officieel vanwege zijn activiteiten als advocaat, officieus als verbindingsagent tussen de leiding van de PCF in Frankrijk en die van de PCB in België. Na de bezetting van België door nazi-Duitsland werd Fonteyne in de zomer van 1940 aangeworven als adjunct van Eugen Fried, de vertegenwoordiger van het Komintern die de werking van de PCF superviseerde en op dat moment in België verbleef. 
In 1940 voerde Fonteyne twee risicovolle missies uit in het zuiden van Frankrijk, dat onder controle stond van het pro-Duitse Vichyregime. In juli 1940 slaagde hij erin om, door te bluffen dat hij een medewerker van het Rode Kruis was, een paar tiental Belgische communistische militanten te bevrijden, die na de Duitse inval in België naar Frankrijk waren gedeporteerd en in het zuiden van het land in concentratiekampen waren terechtgekomen. De tweede missie vond plaats in oktober 1940 en gebeurde onder supervisie van Eugen Fried. Als afgevaardigde van de Sovjetambassade in Vichy diende hij aan de autoriteiten van het Vichyregime een lijst te overhandigen met honderd Sovjetburgers die in Frankrijk werden gevangengehouden. Op die lijst stonden ook namen van buitenlandse communisten als de Indonesiër Musso en de Italiaan Luigi Longo, die echter gerussificeerd werden om geen argwaan te wekken. Daarnaast bezocht hij verschillende gevangengenomen Franse communisten en woonde hij in Toulouse een geheime meeting bij van verschillende communistische leiders uit Duitsland, onder wie Otto Niebergall, die ontsnapt waren uit de concentratiekampen. Het doel was om vluchtroutes te organiseren voor Spaanse en Duitse antifascisten, die ernstig gevaar liepen om aan de nazi's te worden overgeleverd. Fonteyne, in samenwerking met Eugen Fried, stelde voor om die vluchtroutes langs België te laten lopen. 
Na de Duitse inval van de Sovjet-Unie in juni 1941 trad Fonteyne in de clandestiniteit, om zo aan de klauwen van de Gestapo te blijven, die actief communistische militanten opspoorde. Hij zette een juridische dienst op poten voor de verzetsorganisatie Onafhankelijkheidsfront, Justice Libre, en leidde deze ook. Tegelijkertijd verzekerde hij de veiligheid van Eugen Fried, die de oorlogskas van de PCF en het Komintern beheerde en in België was gebleven. In het voorjaar van 1943 verstevigde de Gestapo zijn greep op de verzetsstrijders en op 6 juli 1943 werd Fonteyne gearresteerd. Hij werd opgesloten in het Fort van Breendonk en daar gefolterd, maar Fonteyne loste niets. Zijn gezondheid leed zwaar onder de ontberingen in het kamp en bij de ontruiming van Breendonk in mei 1944 werd hij zwaar ziek overgebracht naar concentratiekamp Buchenwald. Bij aankomst was hij op sterven na dood, maar antifascistische Duitse gevangenen slaagden erin om hem op de ziekenboeg te doen belanden, zodat de gezondheid van Fonteyne op miraculeuze wijze kon herstellen. Daarna bleef Fonteyne als verpleger en brancardier aan de slag op de ziekenboeg, tot het kamp in april 1945 werd bevrijd door Amerikaanse troepen. 

### Na de Tweede Wereldoorlog
Fonteyne was de eerste Belg die terugkeerde uit de concentratiekampen, in het konvooi van oorlogscorrespondent Paul Michel Lévy. Als advocaat hielp hij vervolgens om de repatriëring van enkele van de 700 Belgen die de concentratiekampen hadden overleefd, te versnellen. Tegelijkertijd publiceerde hij voor Le Drapeau Rouge en La Libre Belgique een reeks artikelen over zijn wedervaren in Buchenwald. 
Voor de wetgevende verkiezingen van februari 1946 kreeg Fonteyne de tweede plaats op de communistische Senaatslijst voor het arrondissement Charleroi-Thuin toegewezen. Fonteyne werd verkozen als rechtstreeks gekozen senator en werd benoemd tot rapporteur van de Senaatscommissie Justitie, die werd voorgezeten door zijn oude vriend Henri Rolin. In de Senaat nam hij verschillende initiatieven in de verband met de aanpak van de belangrijkste collaborateurs. Bij de verkiezingen van juni 1949 werd Fonteyne niet herkozen en verdween hij weer uit de Senaat.
In die periode trad Fonteyne ook op als advocaat voor voormalige gevangenen uit Breendonk en verdedigde hij een deel van de burgerlijke partijen bij het proces tegen Alexander von Falkenhausen, die tijdens de Tweede Wereldoorlog de militaire gouverneur van België was geweest. Fonteyne bleef tot aan zijn dood onvermoeibaar actief als advocaat en verdedigde ook de belangen van de weduwe van Julien Lahaut, de communistische leider die in 1950 werd vermoord door figuren uit het ultrarechtse milieu, en van dokter Willy Peers, die in 1973 in de gevangenis belandde omdat hij illegale abortussen had uitgevoerd.
In 1946 werd Fonteyne verkozen in het Centraal Comité van het PCB, die zich na de dood van Julien Lahaut zeer sektarisch opstelde en na het grote succes kort na de oorlog verkiezing na verkiezing verloor. In 1951 werd hij niet meer herkozen in het Centraal Comité omdat hij niet strikt genoeg zou zijn in de communistische leer. In 1954 werd op het Congres van Vilvoorde een minder dogmatische partijleiding verkozen en kregen verschillende communisten die door het oude partijapparaat naar het achterplan waren geschoven, opnieuw verantwoordelijke partijfuncties toegewezen. Zo werd Fonteyne een van de leidende leden van de Commissie Politieke Controle binnen de partij. In het begin van de jaren 1960 kon hij zich echter niet vinden in de heksenjacht die de partij voerde tegen maoïstische dissidenten in de PCB. Daarom weigerde hij nog langer afdrachten te betalen aan het partijapparaat, de reden waarom Fonteyne in 1965 uit de partij werd gestoten.
In juni 1974 werd Fonteyne geveld door een hartaanval.

## Publicaties
- Le procès des 44 (over de Franse communistische volksvertegenwoordigers die uit het parlement werden gezet)
- Buchenwald. Choses vécues, Brussel, 1945.
- Droit et justice en U.R.S.S., Brussel, 1946
- Commentaire approfondi de la loi sur les baux à loyer, Brussel, 1947